# Los Naranjos (Chiapas)
Los Naranjos es una localidad del estado mexicano de Chiapas. Es parte del municipio de Sabanilla.

## Demografía
| Gráfica de evolución demográfica |
|                                  |

| Censo | Población |
| ----- | --------- |
| 1940  | 219       |
| 1950  | 241       |
| 1960  | 552       |
| 1970  | 739       |
| 1980  | 978       |
| 1990  | 1 583     |
| 2000  | 1 959     |
| 2010  | 2 348     |
| 2020  | 2,830     |